# Jean-Baptiste Nguyễn Bá Tòng
Jean-Baptiste Nguyễn Bá Tòng (Gò Công, 7 agosto 1868 – Phát Diêm, 11 luglio 1949) è stato un vescovo cattolico vietnamita.

## Biografia
Jean-Baptiste Nguyễn Bá Tòng nacque il 7 agosto 1868 nella città di Gò Công, nella Provincia di Tien Giang.

### Formazione e ministero sacerdotale
Dopo aver frequentato le scuole cattoliche fin dall'età di 10 anni e terminati gli studi, venne ordinato presbitero il 19 settembre 1896 dal vescovo Jean-Marie Dépierre, M.E.P. per l'allora vicariato apostolico della Cocincina occidentale.

### Ministero episcopale
Il 10 gennaio 1933 papa Pio XI lo nominò vicario apostolico coadiutore di Phát Diêm assegnandogli la sede titolare di Sozopoli di Emimonto. Ricevette l'ordinazione episcopale l'11 giugno 1933 nella basilica di San Pietro da papa Pio XI. Fu il primo vescovo vietnamita.
Succedette alla guida del vicariato apostolico il 20 ottobre 1935 e rimase in carica fino al suo ritiro l'8 giugno 1945.
Morì l'11 luglio 1949 all'età di 80 anni.

## Genealogia episcopale e successione apostolica
La genealogia episcopale è:
- Cardinale Scipione Rebiba
- Cardinale Giulio Antonio Santori
- Cardinale Girolamo Bernerio, O.P.
- Vescovo Claudio Rangoni
- Arcivescovo Wawrzyniec Gembicki
- Arcivescovo Jan Wężyk
- Vescovo Piotr Gembicki
- Vescovo Jan Gembicki
- Vescovo Bonawentura Madaliński
- Vescovo Jan Małachowski
- Arcivescovo Stanisław Szembek
- Vescovo Felicjan Konstanty Szaniawski
- Vescovo Andrzej Stanisław Załuski
- Arcivescovo Adam Ignacy Komorowski
- Arcivescovo Władysław Aleksander Łubieński
- Vescovo Andrzej Stanisław Młodziejowski
- Arcivescovo Kasper Kazimierz Cieciszowski
- Vescovo Franciszek Borgiasz Mackiewicz
- Vescovo Michał Piwnicki
- Arcivescovo Ignacy Ludwik Pawłowski
- Arcivescovo Kazimierz Roch Dmochowski
- Arcivescovo Wacław Żyliński
- Vescovo Aleksander Kazimierz Bereśniewicz
- Arcivescovo Szymon Marcin Kozłowski
- Vescovo Mečislovas Leonardas Paliulionis
- Arcivescovo Bolesław Hieronim Kłopotowski
- Arcivescovo Jerzy Józef Elizeusz Szembek
- Vescovo Stanisław Kazimierz Zdzitowiecki
- Cardinale Aleksander Kakowski
- Papa Pio XI
- Vescovo Jean-Baptiste Nguyễn Bá Tòng

La successione apostolica è:
- Vescovo Thaddée Anselme Lê Hữu Từ, O.Cist. (1945)